# Hrachoviště (Býšť)
Hrachoviště (německy Streitdorf) je malá vesnice, část obce Býšť v okrese Pardubice. Nachází se asi 2 km na západ od Býště. V roce 2009 zde bylo evidováno 37 adres. V roce 2001 zde trvale žilo 77 obyvatel.
Hrachoviště leží v katastrálním území Hrachoviště u Býště o rozloze 4,46 km2.

## Historie
První písemná zmínka o obci pochází z roku 1780.

## Pamětihodnosti

### Zvonička na návsi

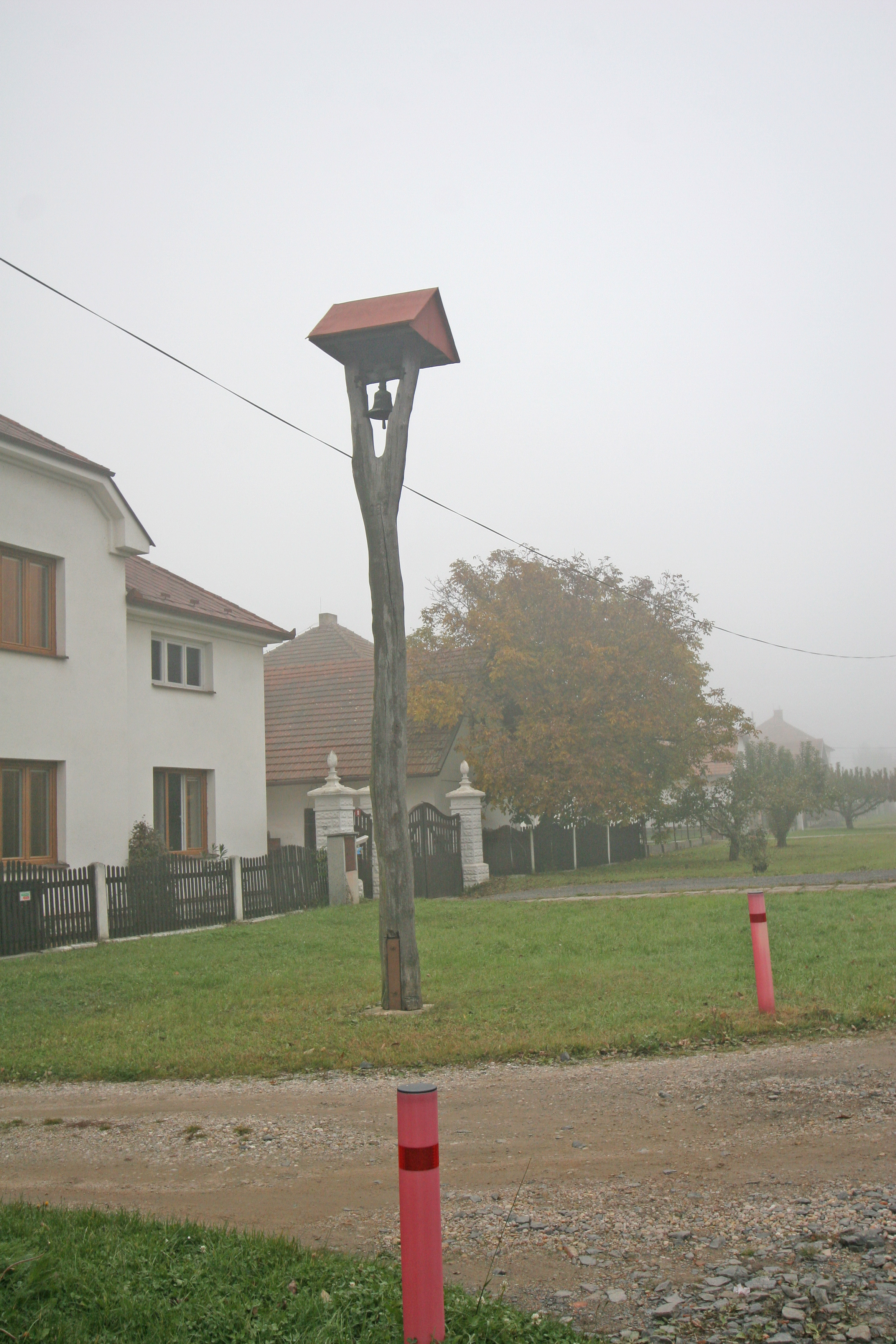
Fotografie zvoničky.

Dřevěná lidová zvonička na návsi Hrachoviště (lidově nazývaná zouvák) pochází z roku 1868 a je tvořena rozeklaným kmenem stromu, oloupaným od kůry a zasazeným do země, v jehož rozsoše je umístěn drobný zvonek. Celek je ukončen dřevěnou sedlovou stříškou. Od zvonku vede lano, uvázané dole kolem kmene. Na kmeni pod rozsochou je vyřezáno datum poslední opravy zvoničky 1982. Zvonička je evidována v památkovém katalogu Národního památkového ústavu jako kulturní památka.

### Zaniklé stavby
- Větrný mlýn